# Пенттиля, Эркки
Эркки Эйно Антеро Пенттиля (фин. Erkki Eino Antero Penttilä; 14 июня 1932 — 29 апреля 2005) — финский борец вольного стиля, призёр Олимпийских игр.
Эркки Пенттиля родился в 1932 году в Нурмо. Борьбой занялся в 1942 году, в 1954—1964 и 1966 годах становился чемпионом Финляндии. В 1956 году смог завоевать бронзовую медаль на Олимпийских играх в Мельбурне.